# Tracey Rose
Tracey Rose là một nghệ sĩ Nam Phi sống và làm việc tại Johannesburg. Rose nổi tiếng với các màn trình diễn, sắp đặt video và ảnh của cô.

## Tuyên bố của nghệ sĩ
"Làm việc là một tài liệu về một hành trình - mỗi giai đoạn, mỗi quá trình, từng tiến thoái lưỡng nan phải được thực hiện. Tại một thời điểm tôi cảm thấy bị áp lực phải làm nhiều việc cùng một lúc, nhưng bây giờ tôi muốn thực hiện một bước Khi bạn tạo ra một tác phẩm nghệ thuật, bạn không chỉ làm điều gì đó vào thời điểm đó, bạn đang đóng góp cho toàn bộ lịch sử nghệ thuật. "

## Tiểu sử
Tracey Rose sinh năm 1974 tại Durban, Nam Phi. Cô đã tham dự Đại học Witwatersrand ở Johannesburg ở Mỹ thuật, nơi cô có được bằng Cử nhân vào năm 1996. Cô dạy tại Vaal Triangle Technikon, Vanderbijl Park, Nam Phi và tại Đại học Witwatersrand. Vào tháng 2 và tháng 3 năm 2001, cô là nghệ sĩ cư trú tại Cape Town tại Phòng triển lãm Quốc gia Nam Phi, nơi cô phát triển tác phẩm của mình cho Venice Biennale 2001 do Harald Szeemann quản lý. Tracey Rose được đại diện tại Mỹ bởi Christian Haye của The Project.
Kể từ khi tốt nghiệp giữa thập niên 90 của mình từ Đại học Witwatersrand, Rose đã có một vài năm vô cùng bận rộn trên thế giới, như CV của cô cho thấy. Trong phần lớn công việc của cô trong thời gian này, Rose đã điều tra các câu hỏi về giới tính và màu sắc, thường xuyên thông qua các họa tiết hình ảnh của cơ thể và tóc của chính cô. Trong Ongetiteld (Untitled), được hiển thị trên 'Hình ảnh Democracys' tại Bildmuseet ở Umeåï¿½, Thụy Điển năm 1998, Rose lại sử dụng camera giám sát để quay việc tự cạo toàn bộ mái tóc của mình. Trong danh mục, Rose mô tả hành động này như là "về cả hai loại bỏ tính đàn hồi và loại bỏ cơ thể của tôi, cạo bỏ mái tóc nam tính và nữ tính. Loại tình dục này mang theo một loại bạo lực nhất định. Nhưng điều gây bối rối là - tôi đột nhiên trở nên hấp dẫn đối với một nhóm người hoàn toàn khác. "